# مردمان وخی

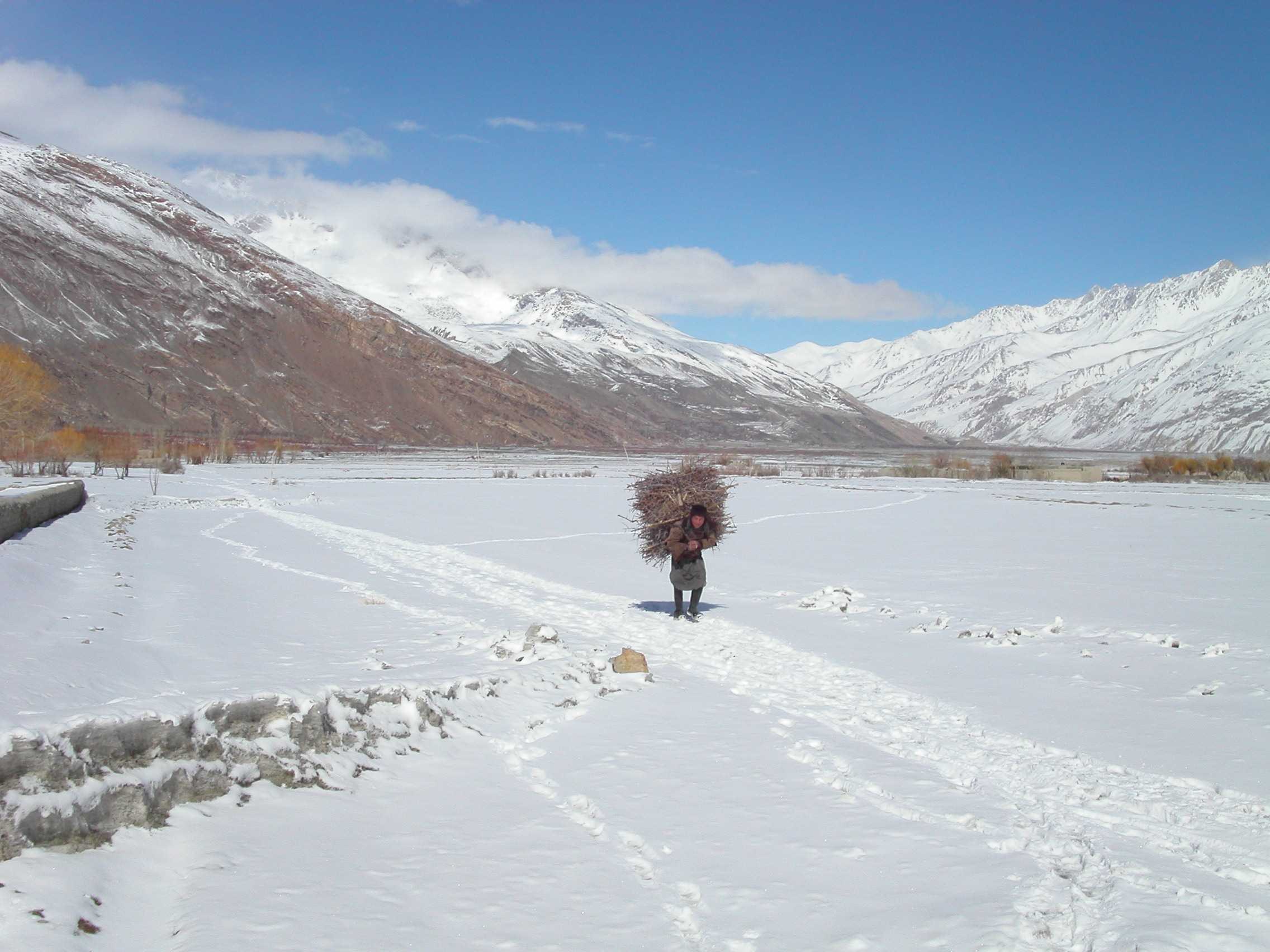

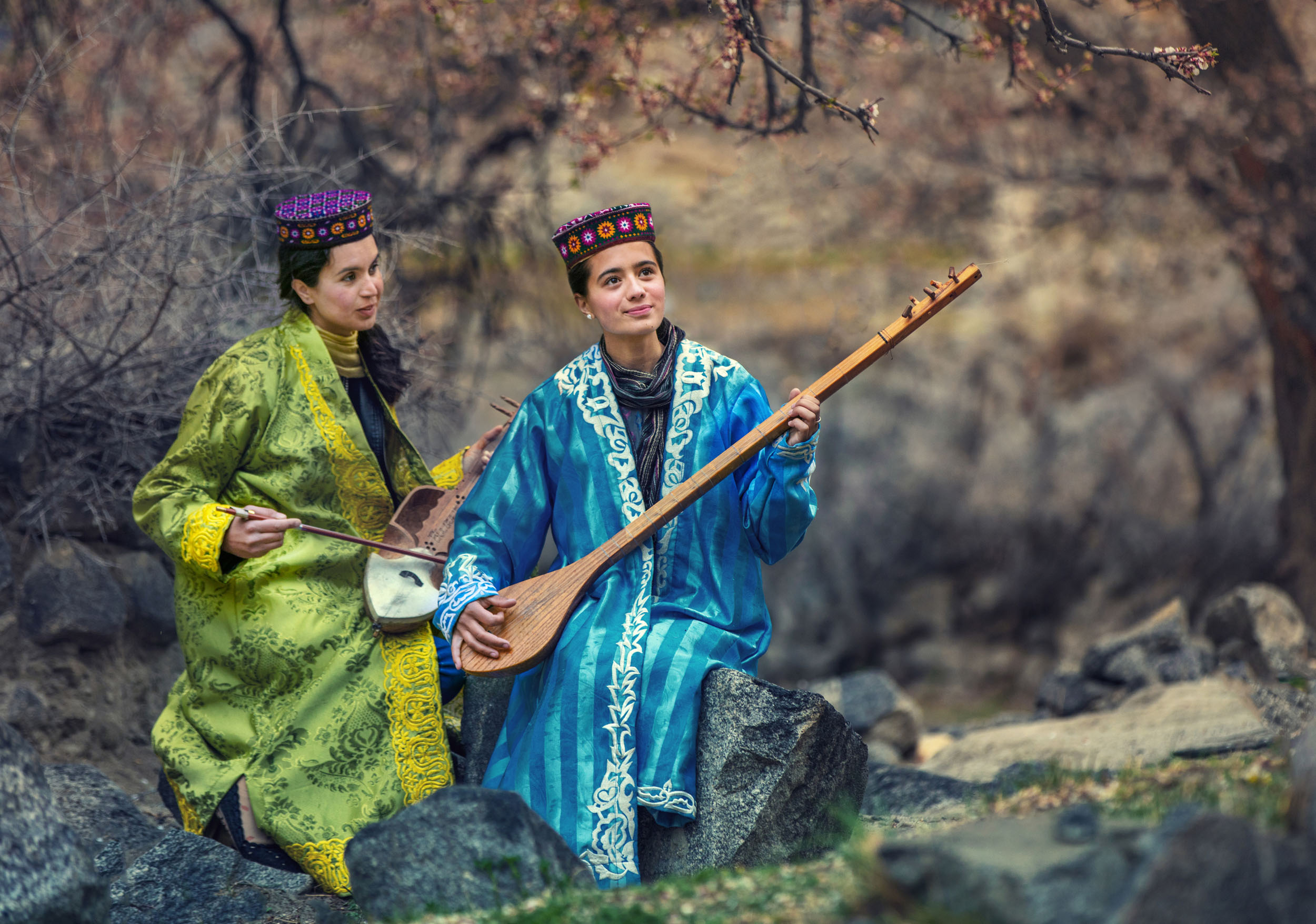

مردمان وخی یا خیک، یک گروه نژادی ایرانی‌تبار ساکن واخان در شمال‌شرقی افغانستان، بدخشان در جنوب تاجیکستان، سین کیانگ در باختر چین و گژال در شمال پاکستان هستند و به زبان وخی سخن می‌گویند. جمعیت آنها بین هفتاد هزار تا یکصد هزار نفر تخمین زده می‌شود. در چین، مردمان وخی به همراه مردمان سریکالی به عنوان تاجیک‌های چین شناخته می‌شوند و در مناطقی از افغانستان و تاجیکستان، پامیری خوانده می‌گردند. همه مردمان وخی باورمند به نزاریه، یکی از شاخه‌های شیعیان اسماعیلی هستند. وخی‌ها غالباً کوچ‌نشین بوده و از حیوانات اهلی برای حمل و نقل استفاده می‌کنند.